# Claude Victor de Boissieu
Claude-Victor de Boissieu du Tiret, né le 28 novembre 1784 à Ambérieu-en-Bugey et mort dans la même ville le 23 novembre 1868, est un peintre, dessinateur, graveur, botaniste et homme politique français du XIXe siècle.

## Biographie
Fils de Jean-Baptiste de Boissieu du Tiret, officier d'infanterie, et de Marie-Françoise de Valous, Claude-Victor de Boissieu a été l'élève de son oncle, le grand graveur lyonnais Jean-Jacques de Boissieu (1736-1810). Après des fonctions à la Cour sous la Restauration en tant que contrôleur des Postes, il exerce des fonctions politiques locales : il est maire d'Ambérieu-en-Bugey (commune où se trouve son château du Tiret), juge de paix, conseiller général de l'Ain pour le canton d'Ambérieu-en-Bugey (1842-1845, 1852-1861 et 1867-1868).
Se consacrant à des travaux botaniques, il est admis à la Société d'agriculture de Lyon en 1810.
Il est le père de l'abbé Félix de Boissieu, vicaire général du diocèse de Belley, et le grand père du prêtre-écrivain Ambroise de Boissieu.

## Œuvres
- Flore d'Europe (grand travail publié entre 1804 et 1823 chez Bruyset, Lyon);
- Seconde tournée pittoresque dans une partie du Bugey, de la Savoye et de la Suisse en juillet-août 1811;
- Divers dont le Portrait de son oncle Camille-Marie de Valous, lieutenant de vaisseau ; La Porte d'un parc (1806);